# آلان أنين
آلان أنين (مواليد 24 مايو 1950) هو مبارز بالسيف لوكسمبورغي، مثّل بلاده في الألعاب الأولمبية الصيفية 1972.

## روابط خارجية
آلان أنين على موقع اللجنة الأولمبية الدولية (الإنجليزية)
- آلان أنين على موقع أوليمبيديا (الإنجليزية)